# Ben Davis (cestista)
Benjamin Jerome Davis, detto Ben (Vero Beach, 26 dicembre 1972), è un ex cestista statunitense, professionista nella NBA, in Europa e in Sudamerica.
È il padre di Taya Reimer.

## Carriera
È stato selezionato dai Phoenix Suns al secondo giro del Draft NBA 1996 (43ª scelta assoluta).

## Palmarès
- McDonald's All-American Game (1991)